# Pamheiba
Meidingu Pamheiba  (22 december 1690 - 1747) was maharaja van Manipur. Hij was een van de vier zonen van koning Charairongba. Op 23 augustus 1708 werd hij tot koning gekroond. Pamheiba had acht vrouwen en veel kinderen. Tijdens zijn koningschap wist hij zijn rijk uit te breiden, hij veroverde in het oosten de Kabowvallei, in het westen Nongang (nu Cachar) en Takhel (nu Tripura). In 1723 vond de Puya Meithaba plaats, waarin men het hindoeïsme als nieuw staatsgeloof aannam. Hiermee veranderde de titel "Meidingu", wat koning betekent, in Maharaja. De koning joeg iedereen die een ander geloof had weg. Hij overleed in 1747.